# إيميت أودونيل جونيور
إيميت أودونيل جونيور (بالإنجليزية: Emmett O'Donnell, Jr.)‏ هو ضابط أمريكي، ولد في 15 سبتمبر 1906 في بروكلين في الولايات المتحدة، وتوفي في 26 ديسمبر 1971 في واشنطن العاصمة في الولايات المتحدة.